# Pooh's Heffalump Movie
Pooh's Heffalump Movie (Pooh e o Efalante no Brasil e Heffalump - O Filme em Portugal) é um filme de 2005, lançado pela Walt Disney Pictures.
Sua arrecadação foi de 52,9 milhões de dólares.

## Enredo
Ursinho Pooh e seus amigos ouvem um barulho estranho e encontram umas  grandes pegadas perfeitamente circular no Bosque dos Cem Acres. Surge à conclusão de que o ruído e as impressões são de um elefante, e o Coelho organiza uma expedição para ir tentar pegá-lo, mas Guru fica para trás, como toda a turma acredita que a expedição é muito perigosa para um jovem como ele. 
Guru desliza em busca do elefante, e logo descobre um deles, uma jovem brincalhona criatura de quatro patas chamado Heffridge Trumpler Brompet Efalante IV (apelidado de Bolota), com um sotaque do Sul Inglês e uma tromba como um elefante, mas que não pode ser muito maior do que Guru. Guru tem medo no começo, mas os dois rapidamente viraram amigos e começaram a brincar. Guru pede para Bolota voltar para casa com ele para encontrar todos seus amigos; Bolota está com medo, mas Guru tranquiliza-o e retornam ao Bosque dos Cem Acres, que está deserto, como todos os outros ainda estão a procura do elefante.  
Eles acabaram de encontrar com o resto dos amigos de Guru, que estão assustados e imediatamente tentam salvar Guru e capturar o Bolota. Bolota foge, e cabe à mãe do Bolota provar para Guru e todo mundo que efalantes são bons e não devem ser temidos.

## Elenco
| Personagem    | Voz original   | Vozes em Português                                           |
| ------------- | -------------- | ------------------------------------------------------------ |
| Ursinho Pooh  | Jim Cummings   | Cláudio Galvan                                               |
| Tigrão        | Jim Cummings   | Isaac Bardavid                                               |
| Leitão        | John Fiedler   | Oberdan Jr. (Diálogos) e Silvia Nicolatto (Canções)          |
| Guru          | Nikita Hopkins | Ana Lúcia Menezes                                            |
| Can           | Kath Soucie    | Selma Lopes                                                  |
| Coelho        | Ken Sansom     | Jomery Pozzoli (Diálogos) e Isaac Schneider (Canções)        |
| Ió            | Peter Cullen   | Ednaldo Lucena                                               |
| Bolota        | Kyle Stanger   | Ana Elena Bittencourt (Diálogos) e Naiara de Souza (Canções) |
| Srª. Efalante | Brenda Blethyn | Nádia Carvalho                                               |
| Carly Simon   | Ela Mesma      | Ester Elias                                                  |

Coral: Carla Odorivvi, Larissa Aguirres, Letícia Ferreira, Naiara de Sousa, Silvia Nicolatto, Verushcka Mainhard, Bebeto Gonçalves, Carlos Alberto, Marcelo França, Murilo Neves, Paulo Gustavo, Raphael Andrade, Saulo Nicolai e Tobias Volkmann.
- Direção de dublagem: Marlene Costa
- Direção musical: Rodrigo Lopes
- Adaptação musical: Rodrigo Lopes, Hebert Richers Jr. e Pavlos Euthymiou
- Estúdio de dublagem: Herbert Richers